# Этилдибромид золота
Этилдибромид золота — металлоорганическое соединение, рассматривается как моноалкильное производное трёхвалентного золота. При нормальных условиях представляет собой красное вещество.

## Физические свойства
Этилдибромид золота образует красное твёрдое вещество, разлагающееся при нагревании выше 80 °С.

## Химические свойства
- Взаимодействует с этилендиамином по уравнению:

{\displaystyle {\mathsf {2C_{2}H_{5}AuBr_{2}+3C_{2}H_{8}N_{2}\ {\xrightarrow {}}[Au(C_{2}H_{8}N_{2})_{2}]Br_{3}+[Au(C_{2}H_{5})_{2}(C_{2}H_{8}N_{2})]Br}}}